# Alexis van Rusland
Alexis I Michajlovitsj (Russisch: Алексей Михайлович, Aleksej Michailovitsj) (Moskou, 19 maart 1629 — aldaar, 8 februari 1676) was tsaar van Rusland van 1645 tot 1676.

## Levensloop
Hij was de zoon van de eerste tsaar uit het huis Romanov, Michaël I. Zijn regeerperiode stond vooral in het teken van conflicten binnen de Russisch-Orthodoxe Kerk die leidden tot het schisma (Raskol) van 1666-67. Zijn monetair beleid leidde tot het koperoproer van 1662 en zijn binnenlands beleid was repressief, en dat leidde tot een grote boerenopstand onder aanvoering van Stenka Razin. De kerkhervormingen voerde hij door in samenwerking met patriarch Nikon (1605-1681), met wie hij in het begin van zijn regeerperiode nauwe betrekkingen onderhield. Hij regeerde tot 1648 samen met Boris Morozov (1590-1661), daarna zelfstandig. In 1649 maakte Alexis het lijfeigenschap wettelijk. Na Alexis' dood volgde zijn oudste nog levende zoon hem op als Fjodor III.

## Huwelijken en kinderen
Alexis huwde in 1648 met Maria Miloslavskaja (1625-1669). Uit het huwelijk werden dertien kinderen geboren:
- Dimitri Aleksejevitsj (1648-1649)
- Evdokia (1650-1712), ongehuwd
- Martha (1652-1707), ongehuwd
- Alexei (1654-1670)
- Anna (1655-1659)
- Sofia (1657-1704), regentes van Rusland van 1682-1689
- Catherine (1658-1718), ongehuwd
- Mary (1660-1723), ongehuwd
- Fjodor III (1661–1682), tsaar van 1676–1682
- Theodosia (1662-1713) woonde in Moskou en vanaf 1708 in St. Petersburg. Ongehuwd, legde in 1698 de kloostergeloften af met de naam Susanna
- Simeon (1665-1669)
- Ivan V (1666–1696), tsaar (met Peter Ι) van 1682–1696
- Jevdoksia (1669-1669)

Enkele weken na de geboorte van Jevdoksia stierf ook Maria.
Hij hertrouwde in 1671 met Natalja Narysjkina (1651-1694). Uit dit huwelijk werden drie kinderen geboren:
- Peter I (1672-1725)
- Natalie (1673-1716)
- Theodora (1674-1677)

Ivan IV de Verschrikkelijke · Fjodor I · Boris Godoenov · Fjodor II · Valse Dimitri I · Vasili IV · Wladislaus I · Michaël I · Alexis · Fjodor III · Ivan V · Peter I de Grote · Catharina I · Peter II · Anna I · Ivan VI · Elisabeth · Peter III · Catharina II de Grote · Paul I · Alexander I · Nicolaas I · Alexander II · Alexander III · Nicolaas II